# Зауральське
Заура́льське (рос. Зауральское) — село у складі Каргапольського району Курганської області, Росія. Адміністративний центр Зауральської сільської ради.
Населення — 451 особа (2010, 449 у 2002).
Національний склад населення станом на 2002 рік: росіяни — 85 %.